# Pasmo 140 GHz
Pasmo 140 GHz (2 mm) – pasmo radiowe, przyznane krótkofalowcom, zawierające się w zakresie fal milimetrowych w przedziale od 134,0 do 141,0 GHz.

## Podział pasma 140 GHz[1]
| Częstotliwość w MHz     | Rodzaje emisji                                   |
| ----------------------- | ------------------------------------------------ |
| 134000,000 – 134001,000 | Amatorska Służba Satelitarna Emisje wąskopasmowe |
| 134001,000 – 136000,000 | Wszystkie emisje (segment preferowany)           |
| 136000,000 – 141000,000 | Wszystkie emisje (segment niepreferowany)        |

### Informacje do bandplanu
W zakresie pomiędzy 134 i 136 GHz Służba Amatorska i Amatorska Służba Satelitarna posiada status pierwszorzędności i wyłączności, podczas gdy w pozostałym paśmie posiada status drugorzędności.
Segment wszystkich emisji w zakresie obejmującym status drugorzędności powinien być używany tylko wtedy, gdy w zakresie o statusie pierwszorzędności nie może być użyty.